# 玉川上水

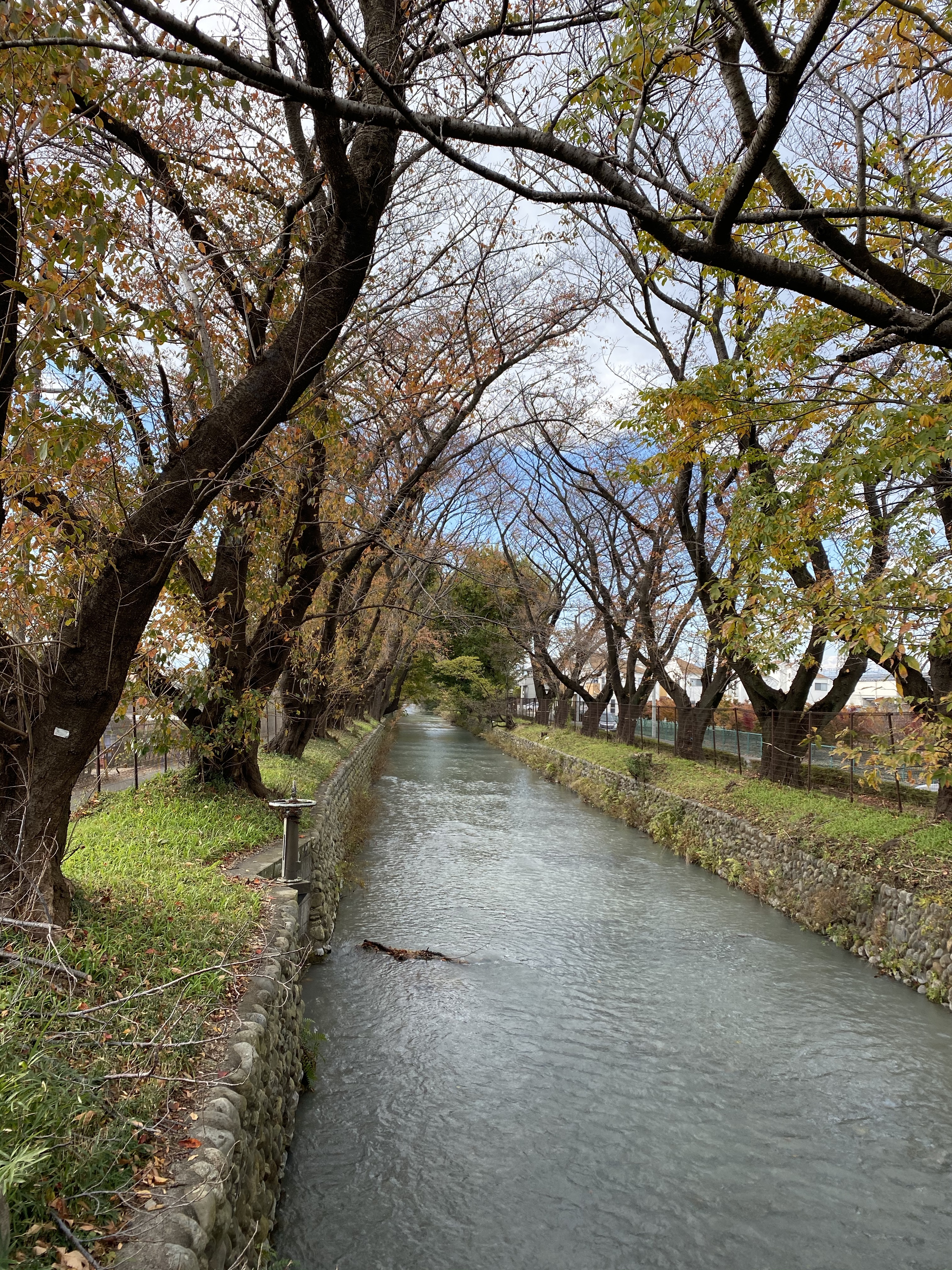
玉川上水

玉川上水（日语：／ Tamagawa-jōsui */?），引自多摩川，從東京都羽村市流至新宿區四谷，日本江戶時代承應元年（1652年）玉川庄右衛門跟玉川清右衛門兄弟開通的引水道，稱玉川上水。1948年太宰治與崇拜他的情人山崎富榮在6月13日深夜，於玉川上水投水自盡。

## 流經自治體
東京都
羽村市、福生市、昭島市、立川市、小平市、小金井市、武藏野市、西東京市、三鷹市、杉並區、世田谷區、渋谷區、新宿區